# Будинок Грачова (Миколаїв)
Будинок Грачова — одна з пам'яток Миколаєва. Розташований за адресою вулиця Велика Морська, 42 (в кварталі між вулицями Артилерійською і Наваринською).

## Історія
Будівництво будівлі припало на кінець XIX століття. Завершили його в 1899 році. Господарем будинку став Олександр Федорович Грачов, відомий політичний діяч, статський радник, гласний міської думи. Прожив він тут недовго, вже за часів революції Олександр Федорович був розстріляний більшовиками. За іншою інформацією, яка була опублікована в книзі Юрія Крючкова «Град Святого Миколая», ця будівля була збудована в кінці XIX століття відомим архітектором Андрієвським як приватний маєток і проживав він тут особисто.

## Галерея

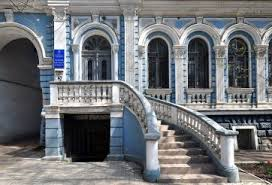
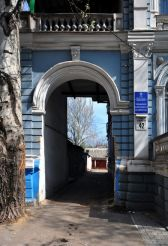

## Сучасний стан
У колишньому будинку Олександра Федоровича Грачова розташовується державна установа — управління капітального будівництва Миколаївської облдержадміністрації. Це двоповерхова будівля побудована з темно-червоної цегли в класичному стилі. Цікавий балкон, розташований зліва від входу в будівлю, який прикрашають витончені решітки. Фасад повністю прикрашений вікнами, обрамленими декоративної ліпниною. До входу ведуть асиметричні сходи. Пофарбований будинок Грачова в ніжно-блакитний колір. У дворі будівлі розташовані господарські прибудови і кілька сховищ. Будинок знаходиться на невеликій площі біля Красного мосту. 